# Planes, Trains & Automobiles
Planes, Trains & Automobiles é um filme norte-americano de 1987, dos gêneros de comédia e aventura, escrito e dirigido por John Hughes e estrelado por Steve Martin e John Candy.

## Sinopse
Neal Page, um carrancudo publicitário, está retornando de Nova Iorque para Chicago, a fim passar o feriado de Ação de Graças com sua família. No entanto, em seu caminho de volta para casa ele esbarra com Del Griffith, um vendedor de anéis de cortina, que transformará a viagem de Neal em um verdadeiro inferno.

## Elenco
- Steve Martin... Neal Page
- John Candy.... Del Griffith
- Laila Robins... Susan Page
- Dylan Baker... Owen
- Carol Bruce... Joy Page
- Olivia Burnette... Marti Page
- Diana Douglas... Peg
- Martin Ferrero... balconista do motel
- Larry Hankin... Doobie
- Richard Herd... Walt
- Matthew Lawrence... Neal Page (criança)

## Reação da crítica
O filme foi bem recebido pelo público e crítica. Pelo agregador de críticas Rotten Tomatoes, recebeu uma pontuação média de 7,9/10.